# Yìjìng
Yìjìng (義淨, Wade-Giles: I-ching, giapponese: Gijō, coreano: Uijeong o Ŭijŏng, 의정; Qizhou, 635 – Luoyang, 16 febbraio 713) è stato un monaco buddista cinese, pellegrino in India e traduttore di testi dal sanscrito al cinese.

## Vita e opere

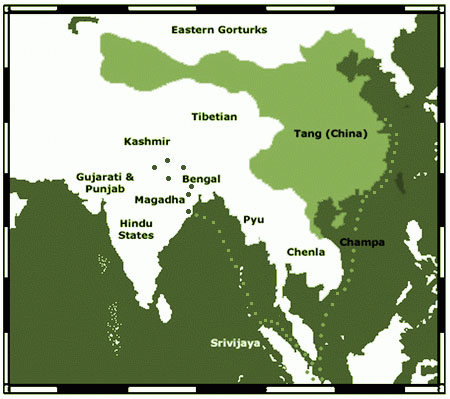
Itinerario di Yijing verso l'India.

Nacque a Qizhou (provincia dello Shandong) nel 635, il suo nome era Zhāng Wénmíng (張文明).
Prese i voti da shāmí (沙彌, sanscrito: srāmanera) all'età di sette anni quando entrò nel locale monastero, studiando sotto la guida di Shanyu (?-646) e Huizi (n.d.).  Con quest'ultimo studiò in particolare il  Vinaya, approfondendo gli insegnamenti di Dàoxuān (道安, 596-667), il fondatore della scuola Lǜ (律宗, Lǜ zōng, anche 南山宗 Nánshān zōng)  la quale aveva come oggetto lo studio del Cāturvargīya-vinaya (Quadruplici regole della disciplina, 四分律 pinyin: Shìfēnlǜ, conservato nel Lǜbù) della scuola Dharmaguptaka. 
Si recò quindi a Chang'an, intorno al 667, dove il viaggio di Xuánzàng (玄奘, 602-664) in India, compiuto tra il 629 e il 645, era ancora oggetto di dibattiti e di grande attenzione. Yìjìng decise quindi di compiere anche lui un viaggio verso quelle che erano state le terre natali di Fó (佛, resa del termine sanscrito Buddha in lingua cinese). 
Tornato al monastero di Qizhou, dopo alcuni mesi e con un altro monaco si diresse a Canton dove si imbarcò, nel 671, su una nave persiana raggiungendo Sumatra. Il suo compagno morì poco dopo sull'isola, e Yìjìng, rimasto solo, si imbarcò per Tamralipti (odierna Tamluk, non lontano da Calcutta, India orientale) dove, dopo aver attraversato i domini di Malayu e Kacha, risiedette per un anno studiando il sanscrito. 
Decise quindi di recarsi presso la prestigiosa università buddista di Nālandā accompagnato da un altro pellegrino cinese, Dachendeng. Dopo un lungo pellegrinaggio lungo l'India settentrionale, dove visitò Rajagrha, Bodh Gaya, Vaiśālī, Amaraba, Benares, il monastero Jetavana a Samkasya (oggi Sankisa) giunse a Nālandā dove risiedette per circa dieci anni. A Nālandā, Yijing studiò l'Abhidharmakosa (Tesoro dell'Abhidharma, 阿毘達磨倶舍論本頌 pinyin Āpídámójùshèlùn běnsòng), opera di commento al Mahāvibhāṣā e che consiste in un commentario Sarvāstivāda dove compaiono tuttavia le prime critiche Sautrantika. A Nālandā Yijing studiò anche le dottrine Mahayana delle scuole Madhyamika e Cittamatra, nonché il Vinaya Sarvāstivāda. Egli sostenne, tuttavia, che tutte queste dottrine buddiste erano solo "mezzi abili" (upāya) per degli scopi specifici, senza che nessuna di esse fosse valida in assoluto per sé stessa. Raccolse circa quattrocento testi buddisti e, nel 685, fece ritorno a Tamralipti da dove rientrò a Sumatra nel 687. Sull'isola indonesiana avviò le prime traduzioni dal sanscrito al cinese dei testi raccolti. Trovatosi privo di denaro preparò varie lettere per la Cina per richiedere fondi, ma recatosi sulla nave che doveva trasportare le missive, questa improvvisamente salpò e lui si ritrovò,  il 10 agosto 689,  a Guanfu (Taiwan). Riuscì a rientrare a Sumatra solo alcuni mesi dopo, il 18 dicembre 689. Lì riprese le traduzioni, studiò con il maestro Sakyakirti e scrisse due importanti cronache: il Nánhǎi jìguī nèifǎ zhuàn (南海寄歸內法傳, Relazione sul Buddismo inviata dai Mari del Sud, T.D. 2125), un trattato sul Buddismo indonesiano e dell'Asia meridionale, e il Dà táng xīyù qiúfǎ gāosēng zhuàn (大唐西域求法高僧傳, Trattato sui venerabili monaci che partirono alla ricerca del Dharma nei territori d'Occidente, T.D. 2066) quest'ultima una biografia di monaci cinesi e coreani pellegrini in India e Asia centrale. Yijing fece recapitare questi due trattati, unitamente a numerose traduzioni, in Cina nel 692. 
Nel 694 tornò a Guangfu accompagnato da due monaci e, nel 695, raggiunse  Luoyang, dove venne ricevuto con grandissimi onori dall'imperatrice buddista della dinastia Tang Wǔ Zétiān (武則天, conosciuta anche come Wǔ Zhào, 武曌, regno: 690-705). A Luoyang Yijing risiedette nel monastero di Foshouji dove, nel 699 con Śikṣānanda, tradusse l'Avataṃsakasūtra (華嚴經 pinyin: Huayanjing, Sutra della ghirlanda fiorita di Buddha, T.D. 279). Dal 700, Yijing coordinò i centri di traduzione di Luoyang e di Chang'an. Tradusse cinquantasei opere in duecentotrenta fascicoli. Tra queste va ricordata l'eccellente traduzione, realizzata nel 703, del Suvarṇaprabhāsasūtra (金光明經pinyin: Jīn guāngmíng jīng Sutra della luce dorata dei re eccellenti, T.D. 665). Yijing morì il 16 febbraio del 713. Fu insignito del titolo postumo di Honglu qing (Responsabile dell'Ufficio Esteri), sulla sua tomba fu eretto il tempio di Jin'guangming (Luce Dorata). Fu uno degli ultimi pellegrini buddisti cinesi che raggiunsero l'India.